# ماركوس أنطونيو دوس سانتوس
ماركوس أنطونيو دوس سانتوس هو لاعب كرة قدم برازيلي، ولد في 15 نوفمبر 1979 في ريو دي جانيرو في البرازيل. لعب مع إشتوريل برايا ونادي بوافيشتا.

## وصلات خارجية
- ماركوس أنطونيو دوس سانتوس على موقع قاعدة بيانات كرة القدم.إي يو (الإنجليزية)
- ماركوس أنطونيو دوس سانتوس على موقع Soccerway.com (الإنجليزية)